# Mercedes-Benz Cito
Mercedes-Benz O520 Cito — городской низкопольный автобус среднего класса с пневматической подвеской. Выпускался с 1999 по 2003 год совместно с фирмой «EvoBus GmbH».

## История

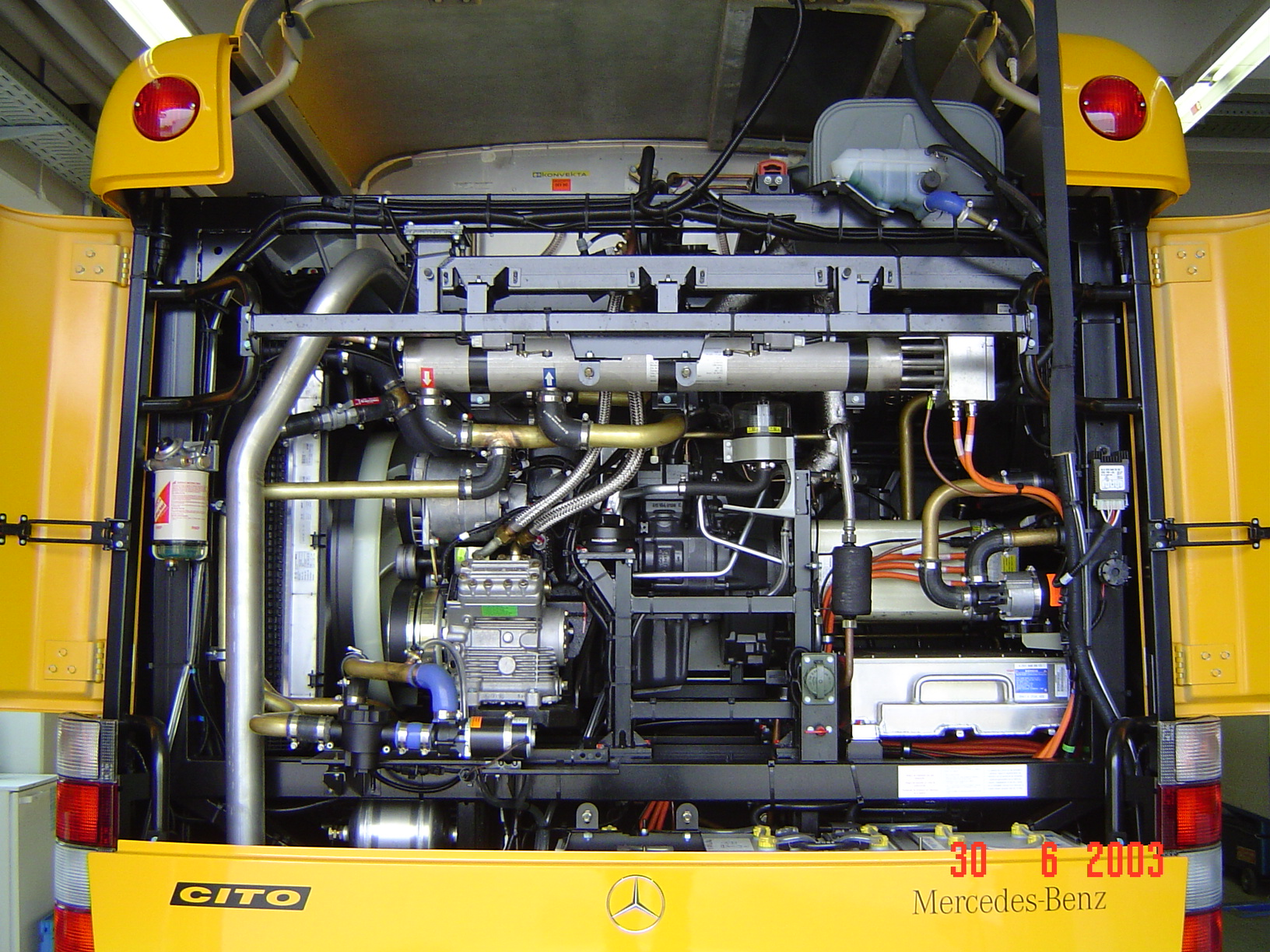
Моторный отсек

Примерно с середины 1990-х годов в некоторых городах Европы вынашивалась идея замены трамвайного движения на автобусное ввиду устаревания вагонного парка и износа путевой инфраструктуры. В 1998 году Mercedes-Benz приступил к разработке нового городского автобуса, предназначенного для работы на узких улицах.
В ходе разработки учитывались дальнейшие возможности легкого перехода на применение топливных элементов, вследствие чего модель получила необычный дизель-электрический привод с генераторной установкой мощностью в 85 кВт при 2500 оборотов в минуту, током на 170 А и номинальным напряжением батареи в 650 В. Новый автобус получил скругленный, но более короткий и узкий кузов, визуально отличающийся по сравнению с обычными автобусами семейства Citaro. Новая модель автобуса получила собственное имя «Cito». Задний свес практически отсутствует из-за большой нагрузки моторного отсека, размещенного непосредственно над задней осью.
Основным силовым агрегатом является дизельный двигатель OM 904 LA мощностью 170 лошадиных сил и соответствующий стандарту Евро-2. С 2001 года автобус выпускался с улучшенным 177-сильным двигателем, соответствующий экологическому стандарту Евро-3. Двигатель автобуса располагается поперечно в задней части и приводит в движение тяговый генератор. Далее инвертор преобразует напряжение, с помощью которого электронное управление поступает на тяговый электродвигатель, соединенный через редуктор с главной парой дифференциала заднего моста. Мощность ТЭД составляет 85 кВт, вращающийся со скоростью 6000 обротов в минуту, сила тока достигает 142 А. Электрическая часть выполнена фирмой «Siemens», передний мост и основная техническая начинка — «Mercedes-Benz», задний мост — «Meritor», дисковые тормоза колес типа SB7 — «Knorr-Bremse». Обогрев салона осуществляется с помощью дополнительного отопителя фирмы «Webasto», встроенного в штатную систему охлаждения дизельного двигателя, генератора собственных нужд, компрессора и кондиционера, оснащенного ремнем генератора от основного двигателя. Радиатор охлаждения двигателя расположен в левой боковой части автобуса. Тяговое электрооборудование имеет свой жидкостный контур охлаждения с собственным насосом и отдельным радиатором с вентилятором.
Производство модели Mercedes-Benz O520 Cito было прекращено в 2003 году. Усилия по поддержанию качественного обслуживания данной модели подвергались критике со стороны технических специалистов, несмотря на теоретические преимущества. Дальнейшее развитие проекта «EvoBus» по производству гибридных автобусов было заморожено, но считалось возможным в рамках доработки системы управления и энергосбережения.
Сегмент автобусов среднего класса заняли микроавтобусы семейства Sprinter. Созданный в 2006 году автобус среднего класса «Citaro K» можно лишь условно определить в качестве преемника «Cito».